# (76200) 2000 EL50
2000 إي أل 50 (ويعرف أيضًا باسم (76200) 2000 إي أل 50 وفق تسمية الكوكب الصغير) (بالإنجليزية: 2000 EL50)‏ هو كويكب ضمن حزام الكويكبات؛ وترتيبه 76200 من حيث الاكتشاف.
اكتُشف هذا الجُرم الفلكي بواسطة Paul G. Comba ‏ في 10 مارس 2000.

## وصلات خارجية
- (76200) 2000 EL50 في قاعدة بيانات مختبر الدفع النفاث لأجرام النظام الشمسي الصغيرة

- الاكتشاف · مخطط المدار ·  العناصر المدارية · المعلمات المادية

- (76200) 2000 EL50 على موقع ويكي سكاي: DSS2, SDSS, GALEX, IRAS, Hydrogen α, X-Ray, Astrophoto, Sky Map, Articles and images